# Norbert Verougstraete
Norbert Verougstraete (Kortrijk, 16 december 1934 - aldaar, 17 februari 2016) was een Belgisch wielrenner. Zijn kleinzoon Nicolas Verougstraete werd ook wielrenner.

## Carrière
Verougstraete was gedurende drie jaar prof en behaalde een overwinning bij de beroepsrenners. In 1956 behaalde hij bij de amateurs een derde plaats op het Belgisch kampioenschap en op het wereldkampioenschap van dat jaar in Kopenhagen werd hij tweede. In dat jaar nam hij ook deel aan de Olympische Spelen, hij werd 23e in de wegrit en zevende met de Belgische ploeg.
Nadien won hij nog een rit in Tour du Sud-Est waar hij derde in het eindklassement werd. Hij werd hetzelfde jaar nog tweede in de Textielprijs Vichte en won hij Brussel-Luik bij de onafhankelijken.

## Erelijst
1957
- 8e etappe deel a Tour du Sud-Est